# 伏挺
伏挺（ふく てい、484年頃 - 549年頃）は、南朝梁の官僚・文学者。字は士標。本貫は平昌郡安丘県。

## 経歴
豫章郡内史の伏暅の子として生まれた。幼くして聡明で、7歳で『孝経』と『論語』に通じた。成長すると、才知にすぐれ、文章を作るのを好んだ。五言詩を作っては、謝霊運の詩体に倣うのを得意とした。父の友人である任昉は深く感心して、「この子は目下無双なり」と評していた。斉の末年、伏挺は州により秀才に挙げられ、対策は当時第一とされた。
中興元年（501年）、蕭衍の東征軍がやってくると、伏挺は新林で出迎えて蕭衍と面会した。蕭衍は18歳の伏挺と会って喜んで、「顔子」と呼び、征東行参軍として召し出した。梁の天監初年、伏挺は中軍参軍事に任じられた。伏挺の自宅は潮溝にあり、そこで『論語』を講義すると、聴講する者は朝野を傾けるほどであった。伏挺は建康県正となったが、まもなく弾劾されて免官された。長らくを経て、入朝して尚書儀曹郎となり、西中郎記室参軍に転じ、晋陵県令と武康県令を歴任した。県令を離任して建康に帰ると、東郊に室を築いて、出仕しようとしなかった。
伏挺は若くして名声があり、交遊も多かったため、長く隠棲していることができなかった。ときに徐勉が病のため自宅に帰ると、伏挺は徐勉と手紙をやり取りした。
伏挺は後に出仕し、ほどなく南台治書に任じられたが、収賄のために弾劾を受けそうになった。伏挺は罪を恐れて、服を変えて道人となり、長らく逃げ隠れしていた。後に赦令が出て、天心寺に姿を現した。邵陵王蕭綸が江州刺史となると、伏挺を赴任先に連れて行った。蕭綸は文章の解釈を好んだため、伏挺は礼遇を受け、このため還俗した。また蕭綸が郢州刺史となると、伏挺はまた従って夏口に移った。蕭綸が建康に召還されて丹陽尹となったが、伏挺は夏口にとどまり、長らくを経て建康に帰った。太清年間、呉興郡や呉郡に遊歴し、侯景の乱のあいだに死去した。著作に『邇説』10巻、文集20巻があった。
子の伏知命は、伏挺が邵陵王蕭綸に仕えたときに、掌書記をつとめた。侯景の乱のあいだ、蕭綸が郢州で敗れると、知命は侯景に降った。侯景が郢州を襲い、巴陵を包囲するにあたって、軍中で檄文を書いたのは、みな知命の仕事であった。侯景が皇帝を称すると、知命は中書舎人となり、重用された。侯景が敗れると、知命は捕らえられて江陵に送られ、獄中で死去した。伏挺の弟の伏捶もまた才能で知られ、邵陵王蕭綸に召し出されて、記室・中記室・参軍を歴任した。

## 伝記資料
- 『梁書』巻50 列伝第44
- 『南史』巻71 列伝第61